# Torpilleurs côtiers belges de classe A
Les torpilleurs côtiers belges de classe A sont issus d'une classe de torpilleurs côtiers de la Kaiserliche Marine. Certaines unités ont été données à la Belgique au titre des dommages de guerre et ont servi au sein du Corps de Torpilleurs et Marins.

## Histoire
Cette Classe A avait été construite spécifiquement, durant la Première Guerre mondiale pour servir sur la côte flamande occupée par l'Allemagne.

Après l'Armistice du 11 novembre 1918 beaucoup de ces torpilleurs sont internés dans l'ancien port de Hellevoetsluis sur l'île de Voorne-Putten aux Pays-Bas le 15 novembre de cette même année.
Le torpilleur A 49 intègre le C.T.M. en novembre 1918 puis est attribué à la Royal Navy le 15 septembre 1920.
Le torpilleur A 4 sabordé dans le port d'Anvers est renfloué après la fin du conflit. 
Les A 5, 8, 9, 11, 12, 14, 16, 20, 30, 40, 42, 43 et 47 intègrent le C.T.M. le 25 juin 1919.

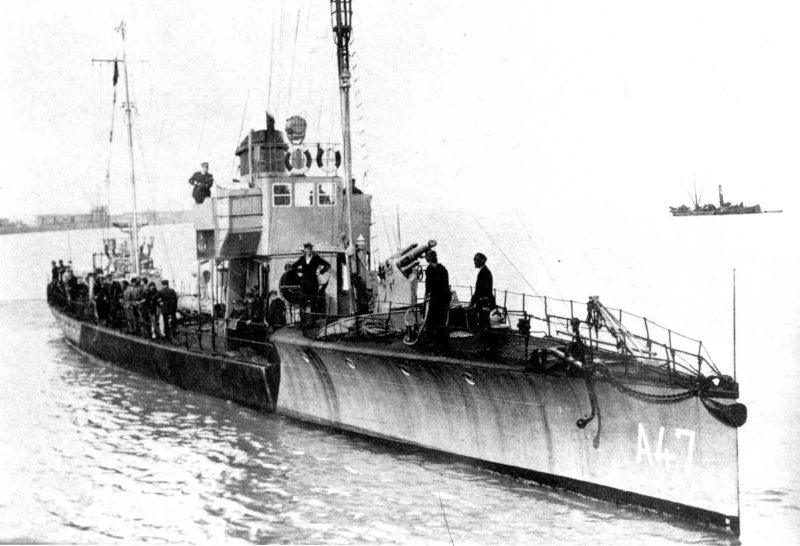
Le A47

## Les unités
- Série A-I : Chantier naval polonais AG Vulcan à Stettin (Empire allemand)

| N° (K.M.) | Lancement       | Armement           | C.T.M.                                         | Fin de carrière                                                                                                 | Destruction          | Photo |
| --------- | --------------- | ------------------ | ---------------------------------------------- | --- | -------------------- | ----- |
| A 4       | 26 juin 1915    | 30 juin 1915       | * A3PC (1919) * A3 Princesse Marie-José (1926) | État Belge - A4 (1927-31)                                                                                       | 1931                 |       |
| A 5       | 5 mai 1915      | 10 mai 1915        | *A4PC (1919) * A4 (1926)                       | État Belge - A5 (1927-31)                                                                                       | 1931                 |       |
| A 8       | 24 avril 1915   | 21 mai 1915        | * A5PC (1919) * A5 (1926)                      | État Belge - A8 (1927-31) - A5 Oever (1931-39) navire-école                                                     | 1939                 |       |
| A 9       | 4 août 1915     | 8 août 1915        | * A6PC (1919) * A6 (1926)                      | État Belge - A9 (1927-31 )                                                                                      | 1931                 |       |
| A 11      | 4 juin 1915     | 7 juin 1915        | * A7PC (1919) * A11 (1926)                     | État Belge - A7 (1927-31)                                                                                       | 1931                 |       |
| A 12      | 28 avril 1915   | 2 mai 1915         | * A2PC (1919) * A2 Prince Charles (1926)       | État Belge - A12 (1927-31)                                                                                      | 1931                 |       |
| A 14      | 22 juillet 1915 | 27 juillet 1915    | * A1PC (1919) * A1 Prince Léopold (1926)       | État Belge - A14 (1927-31)                                                                                      | 1931                 |       |
| A 16      | 16 juin 1915    | 19 juin 1915       | * A8PC (1919) * A16 (1926)                     | État Belge - A8 (1927-31)                                                                                       | 1931                 |       |
| A 20      | 27 août 1915    | 1er septembre 1915 | * A9PC (1919) * A9 (1926)                      | État Belge - A20 (1927-31) - A9 Westdiep (navire-école) (1931-40) Kriegsmarine - Warendorp(43-45) USA (1945-48) | 1948 à Wilhelmshaven |       |

- Série A-II : Chantier naval polonais Schichau-Werke à Elbląg (Empire allemand)

| N° (K.M.) | Lancement         | Armement        | C.T.M.                      | Fin de carrière                                                                                              | Destruction   | Photo |
| --------- | ----------------- | --------------- | --------------------------- | --- | ------------- | ----- |
| A 30      | 15 juillet 1916   | 28 juillet 1916 | * A29PC (1919) * A29 (1926) | | 1927          |       |
| A 40      | 2 septembre 1916  | 8 décembre 1916 | * A22PC (1919) * A40 (1926) | État Belge - A22 (1927-31)                                                                                   | Vendu en 1934 |       |
| A 42      | 1er novembre 1916 | 5 janvier 1917  | * A23PC (1919) * A22 (1926) | État Belge - A42 (1927-31) - A22 Zand (1931-39) Navire-école                                                 | 1939          |       |
| A 43      | 25 décembre 1916  | 2 février 1917  | * A24PC (1919) * A24 (1926) | État Belge - A43 (1927-31) - A24 Wielingen (1931-40) navire-école Kriegsmarine - Reiher (1941-43)            | 1943          |       |
| A 47      | 23 avril 1917     | 22 juin 1917    | * A25PC (1919) * A47 (1926) | État Belge - A47 Caporal Trésignies (1927-31) vendu en 1931(Varouni) Kriegsmarine - Wolfchen (HR1) (1940-44) | 1944          |       |
| A 49      | 19 mai 1917       | 9 juillet 1917  | A26PC (nov. 1918)           | rendu Royal Navy en sept. 1920                                                                               | 1927          |       |